# Мускариновий ацетилхоліновий рецептор
Мускаринові рецептори являють собою (разом з нікотиновими) один з двох класів ацетилхолінових рецепторів. Цей клас рецепторів селективно активується алкалоїдом мускарином з гриба Мухомор червоний (Amanita muscaria), і блокується алкалоїдами беладони — такими як атропін та скополамін. Мускаринові рецептори беруть участь в проведенні ацетилхолін-залежних нервових сигналів в синапсах ЦНС, автономних гангліїв, гладкої мускулатури, та інших систем, яким притаманна парасимпатична іннервація.
Мускаринові рецептори є представниками родини G-білокспряжених рецепторів. З 1986 по 1990 рік було виділено генетичні послідовності, що кодують кілька типів мускаринових рецепторів (загалом 5, що позначаються сполученнями М1-М5). Різниця між цими типами полягає в розподілі в організмі, фармакологічних властивостях, та шляхах передачі нервового сигналу. Така гетерогенність підвищує імовірність селективного збудження мозку та інших органів; відповідно, фармакологія мускаринових рецепторів є об'єктом інтенсивних досліджень.

## Структура
Мускариновий рецептор будь-якого типу складається з єдиного поліпептидного ланцюгу довжиною 440—540 залишків амінокислот, з зовнішньоклітинним N-кінцем та внутрішньоклітинним C-кінцем. Гідропатичний аналіз амінокислотної послідовності виявив сім відрізків довжиною 20-24 залишки, котрі формують спиралевидні структури, що пронизують клітинну мембрану нейрону. Амінокислотна послідовність у цих відрізках є дуже консервативною (більш ніж 90 % збіг) у всіх п'яти типів мускаринових рецепторів. Між п'ятим та шостим доменами, що пронизують мембрану, знаходиться велика внутрішньоклітинна петля, що є дуже варіативною за своїм складом та розміром у різних типів рецептору. На третій внутрішньоклітинній петлі, а також на C-кінці рецепторної молекули, розташовані кілька послідовних відрізків, на яких відбувається фосфорилювання при передачі нервового імпульсу. Залишки цистеїну, один з яких розташований поблизу третього трансмембранного сегменту, а інший — в середині другої зовнішньоклітинної петлі, зв'язані дисульфідним містком (див. рисунок). В роботі Zeng and Wess (2000) було продемонстровано, що мускаринові рецептори типу М3 утворюють на поверхні нервової клітини зв'язані дисульфідними містками димери. На зовнішньоклітинному N-термінальному домені виявлено від двох до чотирьох (залежно від типу рецептору) місць N-глікозиляції, завдяки яким до 25 % маси рецептору можуть складати олігосахариди.
Завдяки мутаційному аналізу були виявлені ділянки на рецепторній молекулі, що залучені в процес зв'язування ліганду та G-білків. Ацетилхолін зв'язується з ділянкою, що знаходиться в складці, сформованій спірально закрученими трансмембранними доменами. Залишок аспартату в третьому трансмембранному домені бере участь у іонній взаємодії з четвертинним азотом ацетилхоліну, в той час як послідовності залишків тірозину та треоніну, розташовані в трансмембранних сегментах приблизно на третині відстані від поверхні мембрани, формують водневі зв'язки з мускарином та його похідними. Згідно з результатами фармакологічних досліджень, сайт зв'язування антагоністів перекриває сайт, з яким зв'язується ацетилхолін, але на додаток залучає до свого складу гідрофобні ділянки білкової молекули рецептору та навколишньої клітинної мембрани. Мускаринові рецептори, окрім того, містять сайт (або сайти), завдяки яким відбувається алостерична регуляція рецепторної відповіді великою кількістю сполук, зокрема галаміном, який знижує ступінь дисоціації холінергічних лігандів. Сайт зв'язування галаміну включає шостий трансмембранний домен, а також третю зовнішньоклітинну петлю.
Велика кількість ділянок даного рецептору бере участь у взаємодії з передаючими G-білками. Це особливо стосується структур другої внутрішньоклітинної петлі та N- і С-термінальних відрізків третьої внутрішньоклітинної петлі. Десенситизація мускаринових рецепторів, імовірно, викликає фосфорилювання треонінових залишків на С-термінальному відрізку рецепторної молекули, а також на кількох ділянках третьої внутрішньоклітинної петлі.

## Функції
Мускаринові рецептори несуть цілий набір різноманітних фізіологічних функцій. Зокрема, вони представлені в автономних гангліях та постгангліозних волокнах, що відходять від цих гангліїв до органів — мішеней. Таким чином, мускаринові рецептори опиняються залученими до передачі та модуляції таких парасимпатичних ефектів, як скорочення гладкої мускулатури, розширення судин, зниження частоти скорочення серця, та секреція в залозах.
В ЦНС холінергічні волокна, до складу яких входять інтернейрони з мускариновими синапсами, локалізовані в корі головного мозку, ядрах стовбура мозку, гіпокампі, стріатумі та в меншій кількості — в багатьох інших регіонах. Центральні мускаринові рецептори завдають вплив на регуляцію сну, уваги, навчання та пам'яті. Менш важливими функціональними характеристиками даних рецепторів є участь у регуляції рухів кінцівок, анальгезії та регуляції температури тіла.
Рецептори типу М2 та М4 можуть зустрічатись на пресинаптичних мембранах і регулювати вивільнення медіатору в синапсі; але в основному мускаринові рецептори типів М2 та М4 є постсинаптичними.
Рецептори типу М1 беруть участь у регуляції проведення калієвих каналів, агоніст-індукованих судом, та у придушенні повільних, вольт-незалежних кальцієвих струмів. Рецептори типу М2 беруть участь у формуванні явища брадикардії, скороченні гладкої мускулатури шлунку, сечового міхуру та трахеї. Рецептори типу М3 долучаються до секреції слини, скороченні зіниць та скороченні жовчного міхуру. Рецептори типу М4 залучені в процеси регулювання деяких аспектів локомоторної активності (включаючи модуляцію моторних ефектів дофаміну).

## Проведення нервових сигналів
Мускаринові рецептори здатні змінювати активність клітин, на яких вони розташовані, задопомогою великої кількості шляхів передачі сигналу. Активація біохімічних шляхів передачі нервового імпульсу відбувається залежно від природи та кількості рецепторного підтипу, ефекторних молекул, а також протеїн-кіназ, що експресуються в даній тканині та можливості взаємного впливу між різними ланцюгами передачі нервових сигналів. Непарні номери рецепторних підтипів, М1, М3 та М5, ефективно взаємодіють з коклюш-токсин — нечутливими G-білками родини Gq/G11, стимулюючи фосфоліпазу С (β-підтип). Фосфоліпаза С вивільняє вторинний месенджер, діацилгліцерол та інозитол-трифосфат, з фосфатіділінозитолу. Діацилгліцерол активує протеїн-кіназу С, в той час як інозитол-трифосфат вивільняє Са2+ з внутрішньоклітинних резервуарів. Парні номери рецепторних підтипів інгібують аденізат-циклази, залучаючи до цього процесу G-білки підтипу Gi.
Ця проста класифікація була нещодавно розширена завдяки відкриттю передавальних шляхів, до яких залучені додаткові протеїни, включаючи βγ-субодиниці G-білків, а також вторинні ефекти взаємодії між різними шляхами передачі сигналу.
Стимуляція мускаринових рецепторів активує велику кількість як деполяризуючих, так і гіперполяризуючих струмів завдяки прямим та опосередкованим механізмам впливу. Загалом, мускарин-чутлива передача сигналів регулюються за допомогою агоніст-індукованої фосфориляції (Lee et al., 2000; Roseberry and Hosey, 2001; Schlador et al., 2000). В той же час миші, в організмі яких спостерігається дефіцит кінази-5 рецепторів, сполучених з G-білками, демонструють підвищену-чутливість до мускарину Gaineldinov et al., 1999).